# Team Flanders-Baloise
Team Flanders-Baloise (código UCI: TFB) es un equipo ciclista belga de categoría UCI ProTeam. Participa en las divisiones de ciclismo de ruta UCI ProSeries, y los Circuitos Continentales UCI, corriendo asimismo en aquellas carreras del circuito UCI WorldTour a las que es invitado.
El mánager general es Christophe Sercu y los directores deportivos son Walter Planckaert y Hans De Clercq. Sus máximos patrocinadores son Topsport Vlaanderen, el cual es un proyecto del gobierno de Flandes para apoyar a los deportistas de esa región y Baloise una empresa de seguros.

## Historia del equipo
El equipo se fundó en 1994 bajo el nombre de Vlaanderen 2002-Eddy Merckx y posteriormente pasó a denominarse Vlaanderen 2002-T-Interim. Asumió su patrocino la empresa chocolatera belga Chocolade Jacques en 2005, al fusionarse el Vlaanderen 2002-T-Interim con otro equipo belga, el Chocolade Jacques-Wincor-Nixdorf, pasando a llamarse Chocolade Jacques-T-Interim.
En 2008, Chocolade Jacques retiró su patrocinio y Topsport Vlaanderen tomó el relevo como principal patrocinador. Su mejor temporada ha sido sin lugar a dudas la temporada 2014, ya que alcanzó el número uno tanto por equipos y como individual, este último con el corredor Tom Van Asbroeck, en el calendario (UCI Europe Tour); el equipo ya había conseguido con Niko Eeckhout el premio al mejor corredor europeo en la temporada 2006.

## Material ciclista

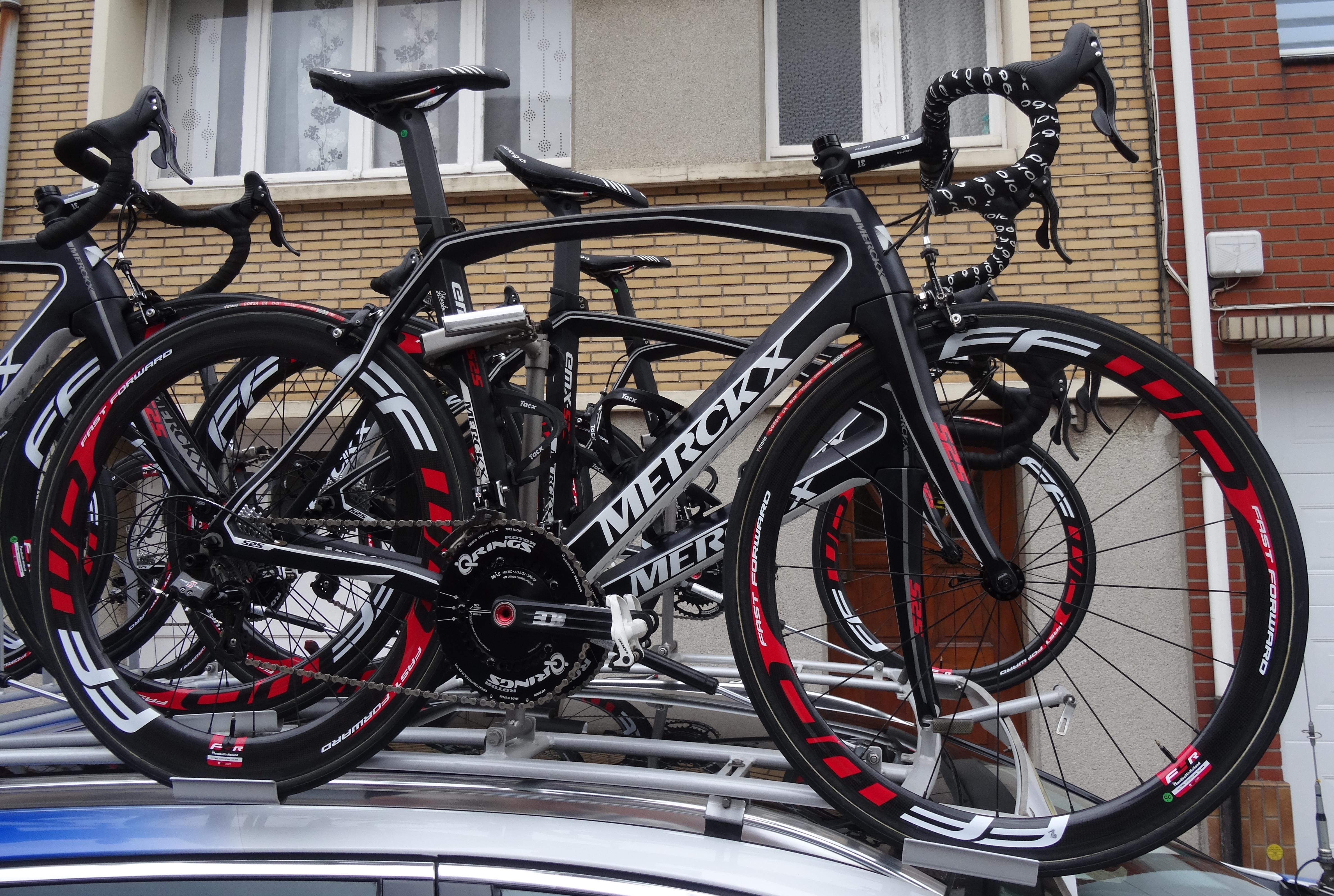
Bicicletas del equipo en los Cuatro Días de Dunkerque 2014.

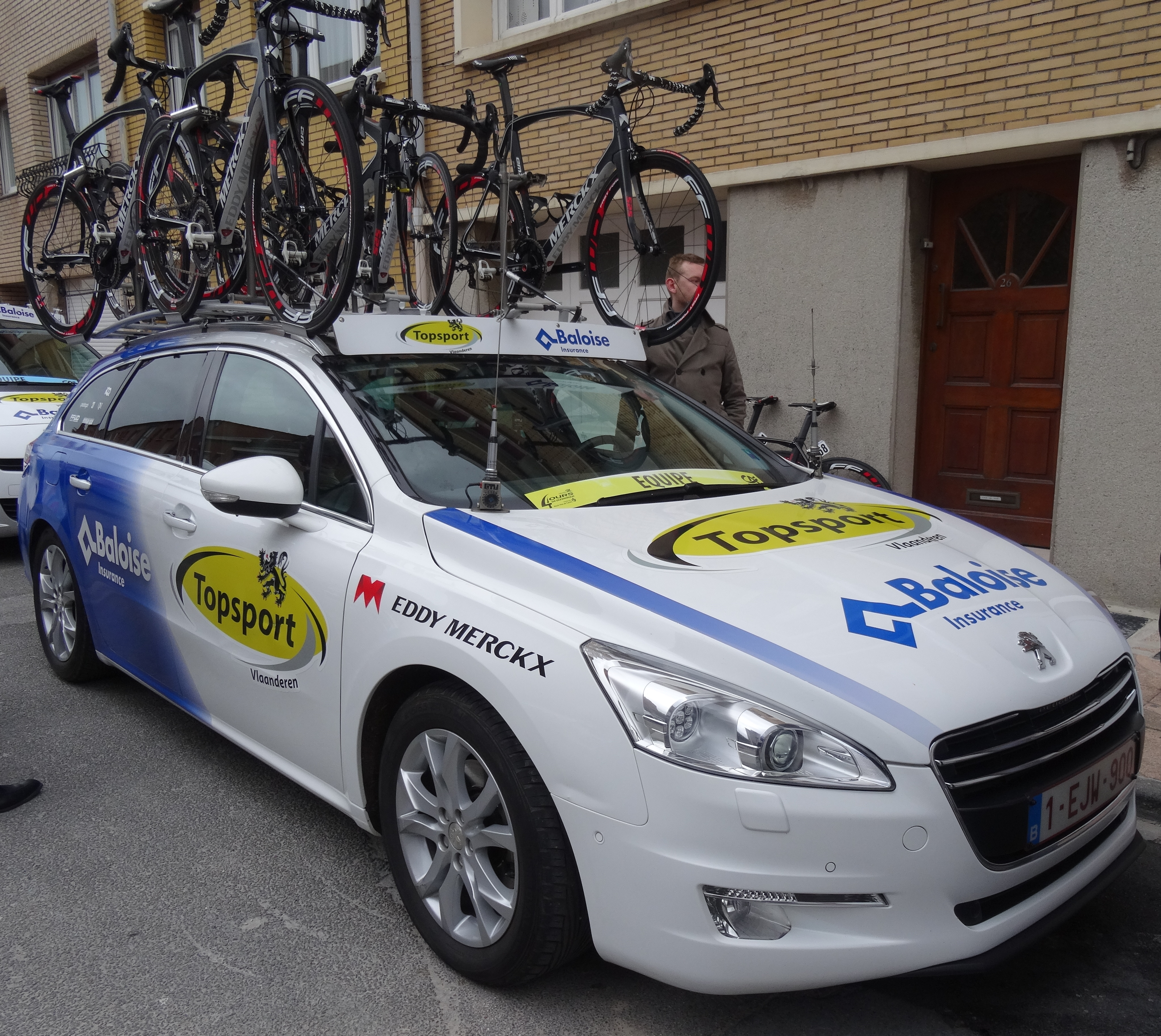
Vehículos que utiliza el equipo.

Bicicletas: Eddy Merckx
Vehículos: Peugeot
 Cascos: Rudy
Componentes: Campagnolo
Ruedas: Vittoria

## Sede
El equipo tiene su sede en Waregem, Bélgica.

## Clasificaciones UCI
La Unión Ciclista Internacional elaboraba el Ranking UCI de clasificación de los ciclistas y equipos profesionales.
Hasta el año 1998, la clasificación del equipo y de su ciclista más destacado fue la siguiente:
| Año  | Clasificación por equipos | Mejor corredor en la clasificación individual | Posición |
| 1995 | 28.º                      | Tom Steels                                    | 123.º    |
| 1996 | 31.º                      | Glenn D'Hollander                             | 209.º    |
| 1997 | 35.º                      | Kurt Van De Wouwer                            | 193.º    |
| 1998 | 45.º                      | Erwin Thijs                                   | 276.º    |

A partir de 1999 y hasta 2004 la UCI estableció una clasificación por equipos divididos en tres categorías (primera, segunda y tercera). La clasificación del equipo fue la siguiente:
| Año  | Categoría | Clasificación por equipos | Mejor corredor en la clasificación individual | Posición |
| 1999 | Segunda   | 23.º                      | Stive Vermaut                                 | 306.º    |
| 2000 | Segunda   | 32.º                      | Erwin Thijs                                   | 327.º    |
| 2001 | Segunda   | 28.º                      | Björn Leukemans                               | 285.º    |
| 2002 | Segunda   | 22.º                      | James Vanlandschoot                           | 382.º    |
| 2003 | Segunda   | 16.º                      | James Vanlandschoot                           | 256.º    |
| 2004 | Segunda   | 6.º                       | Jan Kuyckx                                    | 274.º    |

A partir de 2005 la UCI instauró los Circuitos Continentales UCI, donde el equipo está desde que se creó dicha categoría, registrado dentro del UCI Europe Tour. Estando en las clasificaciones del UCI Europe Tour Ranking y UCI Asia Tour Ranking. Las clasificaciones del equipo y de su ciclista más destacado son las siguientes:
| Año                      | Clasificación por equipos | Mejor corredor en la clasificación individual | Posición |
| 2005 (Europe Tour)       | 11.º                      | Niko Eeckhout                                 | 3.º      |
| 2005-2006 (Europe Tour)  | 5.º                       | Niko Eeckhout                                 | 1.º      |
| 2006-2007 (Europe Tour)  | 17.º                      | Niko Eeckhout                                 | 28.º     |
| 2007-2008 (Europe Tour)  | 11.º                      | Niko Eeckhout                                 | 13.º     |
| 2008-2009 (Europe Tour)  | 17.º                      | Kristof Goddaert                              | 71.º     |
| 2009-2010 (America Tour) | 38.º                      | Michael Van Staeyen                           | 337.º    |
| 2009-2010 (Asia Tour)    | 21.º                      | Geert Steurs                                  | 34.º     |
| 2009-2010 (Europe Tour)  | 8.º                       | Kris Boeckmans                                | 40.º     |
| 2010-2011 (Europe Tour)  | 19.º                      | Michael Van Staeyen                           | 53.º     |
| 2011-2012 (Europe Tour)  | 12.º                      | Michael Van Staeyen                           | 14.º     |
| 2012-2013 (Europe Tour)  | 3.º                       | Michael Van Staeyen                           | 6.º      |
| 2013-2014 (Europe Tour)  | 1.º                       | Tom Van Asbroeck                              | 1.º      |
| 2015 (Europe Tour)       | 1.º                       | Edward Theuns                                 | 2.º      |
| 2016 (Europe Tour)       | 9.º                       | Pieter Vanspeybrouck                          | 35.º     |
| 2017 (Asia Tour)         | 89.º                      | Benjamin Declercq                             | 510.º    |
| 2017 (Europe Tour)       | 11.º                      | Bert Van Lerberghe                            | 53.º     |
| 2018 (Asia Tour)         | 97.º                      | Kevin Deltombe                                | 561.º    |
| 2018 (Europe Tour)       | 8.º                       | Jonas Rickaert                                | 84.º     |
| 2019 (Europe Tour)       | 11.º                      | Christophe Noppe                              | 137.º    |
| 2020 (Europe Tour)       | 8.º                       | Amaury Capiot                                 | 65.º     |

Tras discrepancias entre la UCI y los organizadores de las Grandes Vueltas, en 2009 se tuvo que refundar el UCI ProTour en una nueva estructura llamada UCI World Ranking, formada por carreras del UCI World Calendar; y a partir del año 2011 uniéndose en la denominación común del UCI WorldTour. El equipo siguió siendo de categoría Profesional Continental pero tuvo derecho a entrar en ese ranking los dos primeros años por adherirse al pasaporte biológico.
| Año  | Clasificación por equipos | Mejor corredor en la clasificación individual | Posición |
| 2009 | 31.º                      | Jan Bakelants                                 | 162.º    |
| 2010 | 28.º                      | Sep Vanmarcke                                 | 79.º     |

## Palmarés
Para años anteriores, véase Palmarés del Team Flanders-Baloise

### Palmarés 2025

#### UCI WorldTour
| Fechas | Carreras | Ganador |

#### UCI ProSeries
| Fechas | Carreras | Ganador |

#### Circuitos Continentales UCI
| Fechas | Circuito | Carreras | Ganador |

#### Campeonatos nacionales
| Fechas | Carreras | Ganador |

## Plantilla
Para años anteriores, véase Plantillas del Team Flanders-Baloise

### Plantilla 2025
| Nombre              | Nacimiento | Nacionalidad | Equipo 2024                    |
| Toon Clynhens       | 09/02/2001 | Bélgica      | Team Flanders-Baloise          |
| Alex Colman         | 22/07/1998 | Bélgica      | Team Flanders-Baloise          |
| Tom Crabbe          | 02/06/2005 | Bélgica      | Bingoal WB Devo Team           |
| Lindsay De Vylder   | 30/05/1995 | Bélgica      | Team Flanders-Baloise          |
| Jasper Dejaegher    | 23/01/2001 | Bélgica      | Team Flanders-Baloise          |
| Brem Deman          | 16/05/2002 | Bélgica      | Neo (EFC-L&R-Van Mossel)       |
| Tuur Dens           | 26/06/2000 | Bélgica      | Team Flanders-Baloise          |
| Siebe Deweirdt      | 08/05/2002 | Bélgica      | Team Flanders-Baloise          |
| Jonas Geens         | 04/01/1999 | Bélgica      | Morbihan Adris Gwendal Oliveux |
| Vince Gerits        | 26/09/1997 | Bélgica      | Team Flanders-Baloise          |
| Jules Hesters       | 11/11/1998 | Bélgica      | Team Flanders-Baloise          |
| Milan Lanhove       | 01/11/2003 | Bélgica      | Bingoal WB Devo Team           |
| Elias Maris         | 05/10/1999 | Bélgica      | Team Flanders-Baloise          |
| Vincent Van Hemelen | 02/11/2000 | Bélgica      | Team Flanders-Baloise          |
| Aaron Van Poucke    | 04/04/1998 | Bélgica      | Team Flanders-Baloise          |
| Noah Vandenbranden  | 29/07/2002 | Bélgica      | Team Flanders-Baloise          |
| Dylan Vandenstorme  | 19/04/2002 | Bélgica      | Team Flanders-Baloise          |
| Yentl Vandevelde    | 31/10/2000 | Bélgica      | Team Flanders-Baloise          |
| Ward Vanhoof        | 18/04/1999 | Bélgica      | Team Flanders-Baloise          |
| Victor Vercouillie  | 03/11/2002 | Bélgica      | Team Flanders-Baloise          |